# Kamerunská lidová národní úmluva
Kamerunská lidová národní úmluva (anglicky Cameroon People's National Convention, CPNC) byla politická strana v Britském Kamerunu.

## Historie
Kamerunská lidová národní úmluva byla založena v květnu 1960 sloučením Kamerunského národního kongresu a Kamerunské lidové strany. Obě strany spolu kandidovaly již během Parlamentních voleb v Britském Kamerunu v roce 1959. V parlamentních volbách v Britském Kamerunu v roce 1961 CPNC získala 26,8 % hlasů, které jí zajistily 10 křesel v Národním shromáždění. Od předchozích voleb tak ztratila dva mandáty.
V prvních volbách po sjednocení obou části Kamerunu v roce 1964 kandidovala CPNC v západním Kamerunu. Přestože získala 24 % hlasů v této části země, nestačil tento výsledek na zisk žádného mandátu.